# Petrișor Peiu
Petrișor-Gabriel Peiu (n. 29 iunie 1967, București, România) este un economist și politician român cunoscut pentru activitatea sa în domeniul dezvoltării economice și industriale și al analizelor geopolitice. În 2024, a fost ales senator din partea partidului Alianța pentru Unirea Românilor (AUR).

## Tinerețe și educație
Petrișor-Gabriel Peiu s-a născut pe 29 iunie 1967 la București, capitala Republicii Socialiste România. A absolvit Universitatea Politehnica din București, unde a obținut diploma de inginer în 1990, iar ulterior a obținut titlul de doctor în inginerie în 1996.

## Carieră profesională
În sectorul privat, a avut multiple roluri de conducere, inclusiv președinte al Sidex Galați (1999–2000), membru în consiliul de administrație al Romtelecom (1997–2000), Omniasig (1999–2001) și Electroputere (2004–2005). A activat și ca administrator special la Omniasig și Electroputere. În paralel cu activitatea academică, Peiu a ocupat diverse funcții în sectorul public și privat.
Din 1998 până în 1999, a fost consilier al premierului Radu Vasile și, din 2001 până în 2002, al lui Adrian Năstase. De asemenea, a ocupat funcția de subsecretar de stat pentru politici economice între 2002 și 2003 și a fost vicepreședinte al Agenției pentru Investiții Străine în perioada 2003–2004.
În 2016, el a realizat un studiu, concluzionând că Biserica Ortodoxă Română era al doilea cel mai mare deținător de active din România, după statul însuși. În aprilie 2018, a criticat statul român pentru lipsa de dezvoltare, afirmând „România este în afara acestei paradigme, nu-și pune probleme, nu construiește scenarii. Sigur că, din când în când, liderii politici apar și spun că se opun Europei cu mai multe viteze, dar nu construiesc nimic pentru asta”.
În mai 2022, Secretariatul general al Guvernului (SGG) a propus pe Peiu în funcția de membru al Consiliului de Administrație al companiei Transgaz, care are monopolul marilor conducte de gaze din România.

## Carieră politică

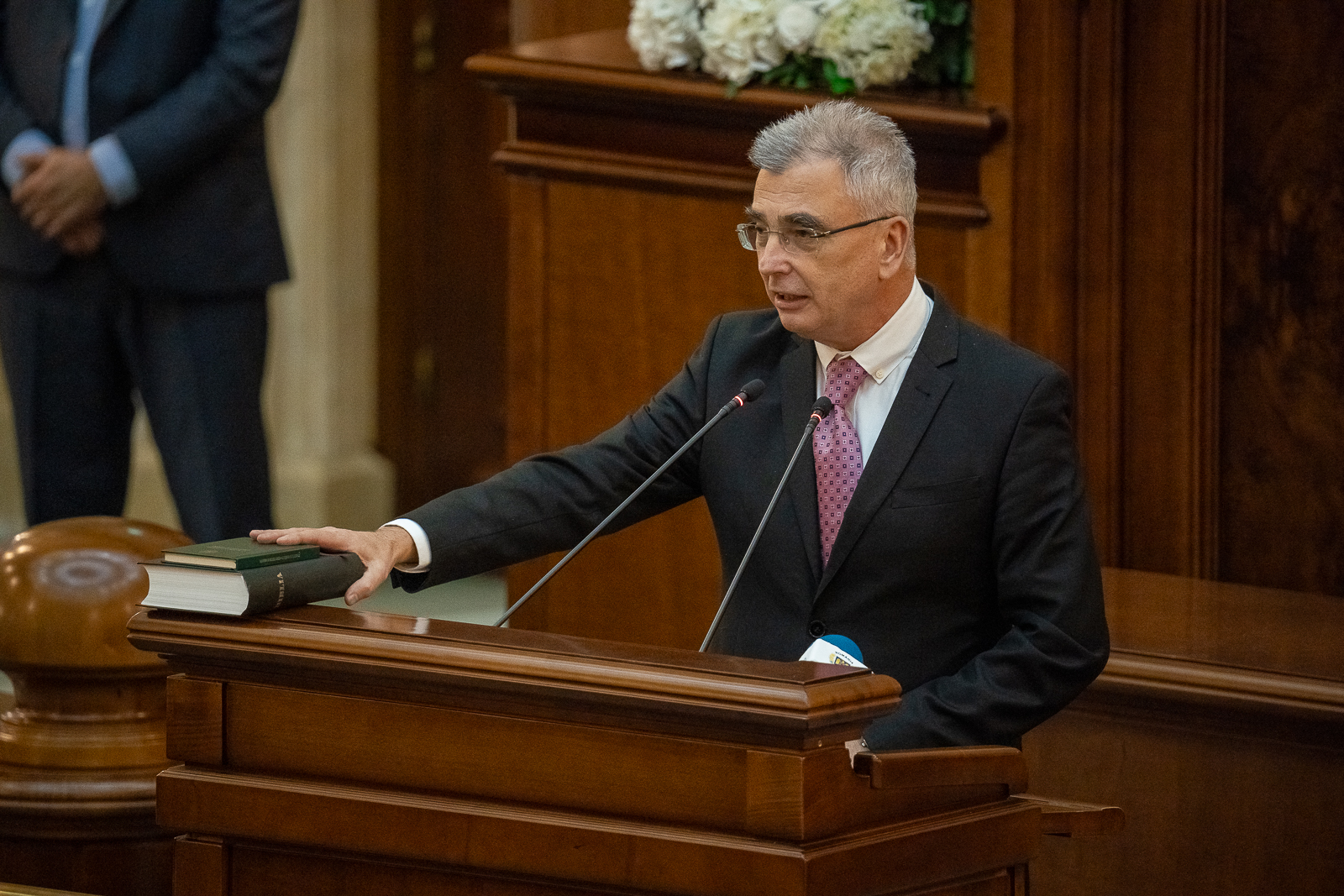
Peiu depunând jurământul în Senat, 21 decembrie 2024

În 2016, Peiu a scris un mesaj de solidaritate cu George Simion: „Și eu sunt George Simion pentru că fiecare politician dintre cei care controlează statul Republica Moldova este de fapt un Vladimir Voronin!”, afirmând ulterior că l-a întâlnit pe Simion la seminarii și marșuri legate de unirea cu Republica Moldova. De-a lungul carierei, Peiu a fost un comentator activ al problemelor economice, iar în aprilie 2018, el sublinia importanța modernizării României.

### Senator (2024–prezent)
În urma alegerilor parlamentare din 2024 pe 1 decembrie, Peiu a fost ales membru al Senatului României pentru AUR la București, preluând mandatul pe 21 decembrie. În cursul alegerilor, el fusese propunerea AUR de prim-ministru. De la preluarea mandatului, Peiu este liderul membrilor AUR în Senat.

Peiu cu George Simion și Ryszard Czarnecki, 4 mai 2025

Pe 8 mai 2025, după victoria lui Simon în primul tur al alegerilor prezidențiale din 2025, Peiu a declarat că prima prioritate a viitorului guvern va fi „scăderea deficitului bugetar prin reducerea cheltuielilor este prima urgență, cea mai importantă; deocamdată trebuie să supraviețuim, după care vom pune în aplicare celelalte măsuri pe care le propunem”. Simion a pierdut în cele din urmă turul al doilea, pe 18 mai, în fața lui Nicușor Dan, pierdere pe care Peiu a atribuit-o atât eforturilor puternice de mobilizare ale lui Dan, cât și unor decizii „mai puțin inspirate” ale AUR. În iunie 2025, Pieu a criticat vizita lui Dan în Ucraina, considerând-o o oportunitate ratată de a discuta despre situația minorității române din Ucraina.
Pe baza unor documente confidențiale din 2024, scurse în mod neautorizat în iulie 2025 și care indică faptul că Klaus Iohannis, Marcel Ciolacu și Nicolae Ciucă fuseseră avertizați că țara riscă să intre în incapacitate de plată dacă nu se iau măsuri de reducere a deficitului, Pieu solicită deschiderea unei anchete de urgență pentru a analiza deciziile și documentele din perioada 2021–2024.